# Wiktor Nowożyłow
Wiktor Władimirowicz Nowożyłow (ros. Виктор Владимирович Новожилов; ur. 5 czerwca 1950 w Leningradzie, zm. w 1991) – radziecki zapaśnik startujący w stylu wolnym. Srebrny medalista olimpijski z Montrealu 1976 w kategorii 82 kg.
Mistrz świata w 1974. Mistrz Europy w 1974. Pierwszy w Pucharze Świata w 1977; drugi w 1973 i 1975.
Mistrz ZSRR w 1973, 1974 i 1976; drugi w 1972 i 1975; trzeci w 1970 roku.